# Тачнер, Майкл
Майкл Джон Тачнер (англ. Michael John  Tuchner; 24 июня 1932, Берлин — 17 февраля 2017) — британский театральный, теле- и кинорежиссёр, лауреат премии BAFTA 1977 года.

## Карьера
Родился 24 июня 1932 года в Берлине. В 1939 году вместе с семьёй переехал в Великобританию.
Работал редактором на BBC в программе «Сегодня вечером».
Дебютировал в режиссуре в 1969 году. В качестве режиссёра снял более 40 фильмов, среди которых «Горбун из Нотр-Дама» (1982), «Воин радуги» (1993) и другие.
С 1987 года до своей смерти состоял в браке с музыкальным редактором Диной Итон. Скончался 17 февраля 2017 года.

## Награды и номинации
| Год  | Награда | Категория                       | Работа                         | Результат |
| ---- | ------- | ------------------------------- | ------------------------------ | --------- |
| 1969 | BAFTA   | Лучший документальный фильм     | NBC Experiment in Television   | Номинация |
| 1977 | BAFTA   | Лучшая телевизионная пьеса      | Play for Today                 | Победа    |
| 1978 | BAFTA   | Лучшая документальная программа | Whicker’s World                | Номинация |
| 1979 | BAFTA   | Лучшая телевизионная пьеса      | The One and Only Phyllis Dixey | Номинация |